# 藤井輝明
藤井 輝明（ふじい てるあき、1957年〈昭和32年〉 - 2021年〈令和3年〉5月5日）は、日本の医学者。医学博士。

## 略歴
出典：
- 1957年 東京都国立市に生まれる
- 桐朋学園小学校、桐朋中学校・高等学校卒業
- 1982年 中央大学経済学部産業経済学科卒業
- 1989年 千葉県立衛生短期大学第一看護学科卒業
- 1991年 筑波大学大学院修士課程修了（健康教育学）
- 1996年 名古屋大学大学院医学研究科博士課程修了（健康増進科学講座）
- 飯田女子短期大学専任講師
- 岐阜医療技術短期大学助教授
- 熊本大学医学部保健学科看護学専攻教授
- 鳥取大学大学院医学系研究科教授
- 2009年 東京大学大学院客員研究員
- 2011年 中央大学保健体育体育研究所客員研究員

## 人物
- 2歳の頃、顔の右半分に異常（海綿状血管腫）が現れ、紫色の大きなコブがある。
- 大学卒業後、その特異な容貌からなかなか就職先が決まらず、人事担当者から直接「バケモノ」と言われたこともあったという。悩んでいた折にある医師から「医療や福祉にはあなたのようなハンデを抱えている人間が必要だ」と言われたことから医学研究所の事務官として働くことになった。その後、医学系の大学に入り直し医学博士となる。
- 自身の経験を生かし、外見上のハンディを抱える当事者の支援活動を続けていた。また精力的に講演も行っており、生前訪れた経験のある学校は2000を超える。講演のあと、それまで話を聞いていた生徒や教師たちに対し、実際にコブに触れてもらうアクションを行っていたことから『タッチ先生』の愛称でも親しまれていた[3]。

## 著作

### 単著
- 『運命の顔』草思社、2003年10月。ISBN 9784794212573。
- 『さわってごらん、ぼくの顔』汐文社、2004年11月。ISBN 9784811379340。
- 『この顔でよかった コンプレックスがあるから人は幸せになれる』ダイヤモンド社、2005年8月。ISBN 9784478942123。
- 『笑う顔には福来る タッチ先生の心の看護学』日本放送出版協会、2006年3月。ISBN 9784140810927。
- 『あなたは顔で差別をしますか 「容貌障害」と闘った五十年』講談社、2008年8月。ISBN 9784062148528。
  - 『笑顔で生きる 「容貌障害」と闘った五十年』（改題）講談社〈講談社+α文庫〉、2011年10月。ISBN 9784062814461。
- 『てるちゃんのかお』亀澤裕也絵、金の星社、2011年7月。ISBN 9784323024417。

### 共著
- 藤井輝明、石井政之『顔とトラウマ 医療・看護・教育における実践活動』かもがわ出版、2001年6月。ISBN 9784876995950。

### 共編著
- 石井政之、藤井輝明、松本学『見つめられる顔 ユニークフェイスの体験』高文研、2001年9月。ISBN 9784874982631。
- 松本学、石井政之、藤井輝明『知っていますか？ ユニークフェイス一問一答』解放出版社、2001年12月。ISBN 9784759282399。